# Neil Kilkenny
Neil Kilkenny (* 19. Dezember 1985 in Enfield, London) ist ein in England geborener, australischer Fußballspieler.

## Vereinskarriere
Kilkenny wurde in Enfield geboren, wuchs aber im australischen Brisbane auf. 2002, seine Familie war mittlerweile nach England zurückgezogen, unterzeichnete er einen zweijährigen Ausbildungsvertrag beim FC Arsenal, bevor er im Januar 2004 zu Birmingham City wechselte. Dort konnte er sich nicht in der Profimannschaft durchsetzen und wurde im November 2004 für die restliche Saison an Oldham Athletic ausgeliehen, bei denen er sich einen Stammplatz sichern konnte. Nach seiner Rückkehr zu Birmingham konnte er sich in der Profimannschaft etablieren und kam 24. September 2005 zu seinem Ligadebüt in der Premier League. Er stand gegen den FC Liverpool in der Startelf, sah aber nach 84 Minuten die rote Karte, als er einen Ball mit der Hand auf der Torlinie abwehrte. Der fällige Elfmeter wurde zum 2:2-Endstand verwandelt. In der Folgezeit kam er zumeist als Einwechselspieler zu Einsätzen.
Nach dem Abstieg in der Saison 2005/06, verbesserte sich die Situation von Kilkenny nicht, auch in der zweiten Spielklasse war er bei Birmingham City nur Ergänzungsspieler. Als dem Klub der direkte Wiederaufstieg in die Premier League gelang, wurde Kilkenny zu Saisonbeginn im August 2007 für ein halbes Jahr erneut an Oldham Athletic verliehen. Nach seiner Rückkehr zu Birmingham Anfang Januar, wurde er umgehend an Leeds United für ein Drittrundenspiel im FA Cup 2007/08 verliehen. Das Pokalspiel gewann Leeds mit 3:0 und Kilkenny wurde für seine Leistung als „Man of the Match“ ausgezeichnet. Kurz darauf unterschrieb er einen Vertrag bis 2011 bei einer Ablösesumme von £150.000.
Am 24. Juni 2011 wechselte Kilkenny zu Bristol City und unterzeichnete einen Dreijahresvertrag.

## Nationalmannschaft
Der in England geborene Kilkenny zog mit seiner Familie in jungen Jahren ins australische Brisbane. Er war sowohl für die englische als auch die australische und irische Nationalmannschaft spielberechtigt, entschied sich aber kurz vor der WM 2006 für die australische Nationalelf und gab in einem WM-Vorbereitungsspiel gegen Liechtenstein sein Länderspieldebüt. Für die Weltmeisterschaft selbst wurde Kilkenny nicht nominiert. Mit der australischen Olympiaauswahl (U-23) qualifizierte sich Kilkenny für das olympische Turnier 2008 in China und wurde im Juli 2008 von Trainer Graham Arnold in das 18-köpfige Endrundenaufgebot berufen.
Nach einem weiteren Länderspieleinsatz im Juni 2008 bei einer 0:1-Niederlage in der WM-Qualifikation gegen China, gab es nur sporadischen Kontakt mit Nationaltrainer Pim Verbeek. Die Verantwortlichen beobachten Kilkenny zwar im Januar 2010 beim sensationellen Drittrundensieg von Leeds im FA Cup gegen Manchester United, zu einer neuerlichen Einladung ins Nationalteam reichte es aber dennoch nicht.
Nach der WM 2010 löste Holger Osieck Verbeek als australischer Nationaltrainer ab und Kilkenny fand sich im Dezember 2010 auf einer provisorischen 50 Spieler umfassenden Liste für die Asienmeisterschaft 2011. Osieck berief Kilkenny schließlich in das 23-köpfige Aufgebot und setzte ihn als Ergänzungsspieler in vier Turnierpartien per Einwechslung ein, darunter bei der 0:1-Niederlage im Finale gegen Japan.